# Бывает и хуже
«Быва́ет и ху́же» (англ. The Middle) — американский комедийный телесериал, премьера которого состоялась на телеканале ABC 30 сентября 2009 года. В центре сюжета Фрэнки Хэк (Патриция Хитон), жена и мать троих необычных детей, которая имеет средний достаток и проживает в маленьком городе Орсон, штат Индиана. Шоу было хорошо принято критиками, а также стало успешным в рейтингах.

## Эпизоды
| Сезон | Сезон | Эпизоды | Оригинальная дата показа | Оригинальная дата показа |
| Сезон | Сезон | Эпизоды | Премьера сезона          | Финал сезона             |
| ----- | ----- | ------- | ------------------------ | ------------------------ |
|       | 1     | 24      | 30 сентября 2009         | 19 мая 2010              |
|       | 2     | 24      | 22 сентября 2010         | 25 мая 2011              |
|       | 3     | 24      | 21 сентября 2011         | 23 мая 2012              |
|       | 4     | 24      | 26 сентября 2012         | 22 мая 2013              |
|       | 5     | 24      | 25 сентября 2013         | 21 мая 2014              |
|       | 6     | 24      | 24 сентября 2014         | 13 мая 2015              |
|       | 7     | 24      | 23 сентября 2015         | 18 мая 2016              |
|       | 8     | 23      | 11 октября 2016          | 16 мая 2017              |
|       | 9     | 24      | 3 октября 2017           | 22 мая 2018              |

## В ролях
| Актёр            | Персонаж    | Сезоны       | Сезоны       | Сезоны       | Сезоны       | Сезоны       | Сезоны       | Сезоны       | Сезоны       | Сезоны       |
| Актёр            | Персонаж    | 1            | 2            | 3            | 4            | 5            | 6            | 7            | 8            | 9            |
| ---------------- | ----------- | ------------ | ------------ | ------------ | ------------ | ------------ | ------------ | ------------ | ------------ | ------------ |
| Патриция Хитон   | Фрэнки      | Регулярно    | Регулярно    | Регулярно    | Регулярно    | Регулярно    | Регулярно    | Регулярно    | Регулярно    | Регулярно    |
| Нил Флинн        | Майк        | Регулярно    | Регулярно    | Регулярно    | Регулярно    | Регулярно    | Регулярно    | Регулярно    | Регулярно    | Регулярно    |
| Чарли Макдермотт | Аксель      | Регулярно    | Регулярно    | Регулярно    | Регулярно    | Регулярно    | Регулярно    | Регулярно    | Регулярно    | Регулярно    |
| Иден Шер         | Сью         | Регулярно    | Регулярно    | Регулярно    | Регулярно    | Регулярно    | Регулярно    | Регулярно    | Регулярно    | Регулярно    |
| Аттикус Шаффер   | Брик        | Регулярно    | Регулярно    | Регулярно    | Регулярно    | Регулярно    | Регулярно    | Регулярно    | Регулярно    | Регулярно    |
| Бо Уирик         | Шон Донахью | Периодически | Периодически | Периодически | Периодически | Периодически | Периодически | Периодически | Периодически | Периодически |
| Крис Кэттэн      | Боб         | Регулярно    | Регулярно    | Период.      | Гость        | Гость        |              |              |              |              |

## Концепция
Сериал представляет собой нарратив от лица главной героини, матери трёх детей, Фрэнки Хэк. Основные персонажи Фрэнки и Майк прожили всю свою жизнь в Орсоне, небольшом городке в Индиане. Фрэнки работает малоуспешным продавцом в местном автосалоне, а Майк менеджер в карьере. У них трое совершенно разных и нестандартных детей. Старший, Аксель — бездельник и ловелас. Дочь Хэков Сью — неунывающая оптимистка. Младший сын, Брик (в русском дубляже Блок) — начитанный и умный мальчик со странностями в поведении.
Название сериала на языке оригинала имеет несколько сюжетных значений. Его можно перевести как «Семья среднего класса», «Родители среднего возраста» и «Жизнь средней Америки». Все эти версии передают смысл сериала, рассказывающего о жизни людей со средним достатком, образованием и умеренно консервативными взглядами.

## Производство
Сериал первоначально разрабатывался для телесезона 2006—2007 и главную роль Фрэнки должна была играть Рики Лейк. Пилот тем не менее не получил в тот раз зелёный свет и был отправлен на переработку, а Аттикус Шаффер, снявшийся в нём, позже стал единственным актёром, получившим роль в последующей его версии. Сценаристы Эйлин Хейлер и Диэнн Хэйлин разработали новый сценарий для сериала в начале 2009 года для ABC, а на главную роль была приглашена лауреат двух премий «Эмми» Патриция Хитон. Известно, что Хитон получает около 6 млн долларов за сезон сериала, что делает её одной из самых высокооплачиваемых актрис на телевидении. Режиссером пилота стала Джули Энн Робинсон.
Всего после двух эпизодов комедия получила заказ на полный первый сезон из 24 эпизодов. 10 января 2011 года шоу было продлено на третий сезон. 10 мая 2013 года канал продлил сериал на пятый сезон, который стартовал 25 сентября. 8 мая 2014 года сериал был продлён на шестой сезон, который стартовал 24 сентября. 7 мая 2015 года сериал был продлён на седьмой сезон, который стартовал 23 сентября 2015 года. 3 марта 2016 года сериал был продлён на восьмой сезон. 25 января 2017 года сериал был продлён на девятый сезон, который стал последним. Финальная серия 9 сезона вышла 22 мая 2018 года.

## Реакция

### Отзывы критиков
Шоу получило положительные отзывы от критиков. На Metacritic проект имеет высокий балл 71 из 100, что говорит о всеобщем признании. Критики хвалили реалистичный взгляд авторов на жизнь среднего класса и актуальность затрагиваемых в сериале тем. Обозреватель из Entertainment Weekly сказал о втором сезоне шоу: «„Бывает и хуже“ продолжает быть незыблемым шоу, сагой о семье, которая живёт в состоянии нестабильной экономики». Шоу заняло шестое место в списке лучших шоу сезона 2009-10.

### Награды и номинации
| Год  | Награда                      | Категория                                                     | Номинант                | Результат |
| ---- | ---------------------------- | ------------------------------------------------------------- | ----------------------- | --------- |
| 2010 | Молодой актёр                | Второстепенный актёр                                          | Брок Чьярлелли          | Номинация |
| 2010 | Молодой актёр                | Лучшая актриса второго плана                                  | Иден Шер                | Номинация |
| 2011 | Грейси                       | Лучший комедийный сериал                                      |                         | Победа    |
| 2011 | Выбор телевизионных критиков | Лучший комедийный сериал                                      |                         | Номинация |
| 2011 | Выбор телевизионных критиков | Лучшая актриса в комедийном сериале                           | Патриция Хитон          | Номинация |
| 2011 | Выбор телевизионных критиков | Лучшая актриса второго плана в комедийном сериале             | Иден Шер                | Номинация |
| 2011 | Молодой актёр                | Актёр в гостевой роли                                         | Паркер Контрерас        | Победа    |
| 2011 | Молодой актёр                | Актёр в гостевой роли                                         | Мейсон Кук              | Номинация |
| 2011 | Молодой актёр                | Второстепенный актёр                                          | Брок Чьярлелли          | Победа    |
| 2011 | Молодой актёр                | Актриса в гостевой роли                                       | Келли Хайер             | Номинация |
| 2011 | Молодой актёр                | Второстепенная актриса в возрасте 17-21                       | Блейн Саундерс          | Номинация |
| 2011 | Молодой актёр                | Лучший актёрский ансамбль в комедийном сериале                |                         | Номинация |
| 2012 | Выбор телевизионных критиков | Лучшая актриса второго плана в комедийном сериале             | Иден Шер                | Номинация |
| 2012 | PAAFTJ Television Awards     | Лучший комедийный сериал                                      |                         | Номинация |
| 2012 | PAAFTJ Television Awards     | Лучшая актриса в комедийном сериале                           | Патриция Хитон          | Победа    |
| 2012 | PAAFTJ Television Awards     | Лучшая актриса второго плана в комедийном сериале             | Иден Шер                | Номинация |
| 2012 | PAAFTJ Television Awards     | Лучший дизайн в комедийном сериале                            | Randy Ser for «The Map» | Номинация |
| 2012 | Молодой актёр                | Второстепенный актёр в возрасте 17-21                         | Брок Чьярлелли          | Победа    |
| 2012 | Молодой актёр                | Актриса в гостевой роли в комедийном сериале в 17-21 возрасте | Кэтлин Мастандреа       | Номинация |
| 2012 | Молодой актёр                | Актриса в гостевой роли в комедийном сериале                  | Марло Пейтон            | Номинация |
| 2012 | Эмми                         | Лучший макияж в однокамерном сериале                          |                         | Номинация |

### Телевизионные рейтинги
| Сезон | Таймслот                                                      | Эпизоды | Премьера сезона  | Премьера сезона    | Финал сезона | Финал сезона       | ТВ сезон | Ранк | Зрители (миллионы) |
| Сезон | Таймслот                                                      | Эпизоды | Дата             | Зрители (миллионы) | Дата         | Зрители (миллионы) | ТВ сезон | Ранк | Зрители (миллионы) |
| ----- | ------------------------------------------------------------- | ------- | ---------------- | ------------------ | ------------ | ------------------ | -------- | ---- | ------------------ |
| 1     | Среда 20:30                                                   | 24      | 30 сентября 2009 | 8,71               | 19 мая 2010  | 7,55               | 2009-10  | #65  | 6,90               |
| 2     | Среда 20:00                                                   | 24      | 22 сентября 2010 | 8,81               | 25 мая 2011  | 7,33               | 2010-11  | #56  | 8,11               |
| 3     | Среда 20:00                                                   | 24      | 21 сентября 2011 | 9,74               | 23 мая 2012  | 6,52               | 2011-12  | #60  | 8,08               |
| 4     | Среда 20:00                                                   | 24      | 26 сентября 2012 | 9,16               | 22 мая 2013  | 7,70               | 2012-13  | #48  | 8,40               |
| 5     | Среда 20:00                                                   | 24      | 25 сентября 2013 | 8,94               | 21 мая 2014  | 7,85               | 2013-14  | #44  | 8,24               |
| 6     | Среда 20:00                                                   | 24      | 24 сентября 2014 | 7,59               | 13 мая 2015  | 7,03               | 2014-15  | #53  | 8,68               |
| 7     | Среда 20:00                                                   | 24      | 23 сентября 2015 | 8,21               | 18 мая 2016  | 6,73               | 2015-16  | #53  | 8,15               |
| 8     | Вторник 20:00                                                 | 23      | 11 октября 2016  | 6,78               | 16 мая 2017  | 5,27               | 2016-17  | #53  | 7,02               |
| 9     | Вторник 20:00 (1-17) Вторник 20:30 (18-23) Вторник 21:00 (24) | 24      | 3 октября 2017   | 6,21               | 22 мая 2018  | 7,09               | 2017-18  | #55  | 7,28               |